# Andrea Berg

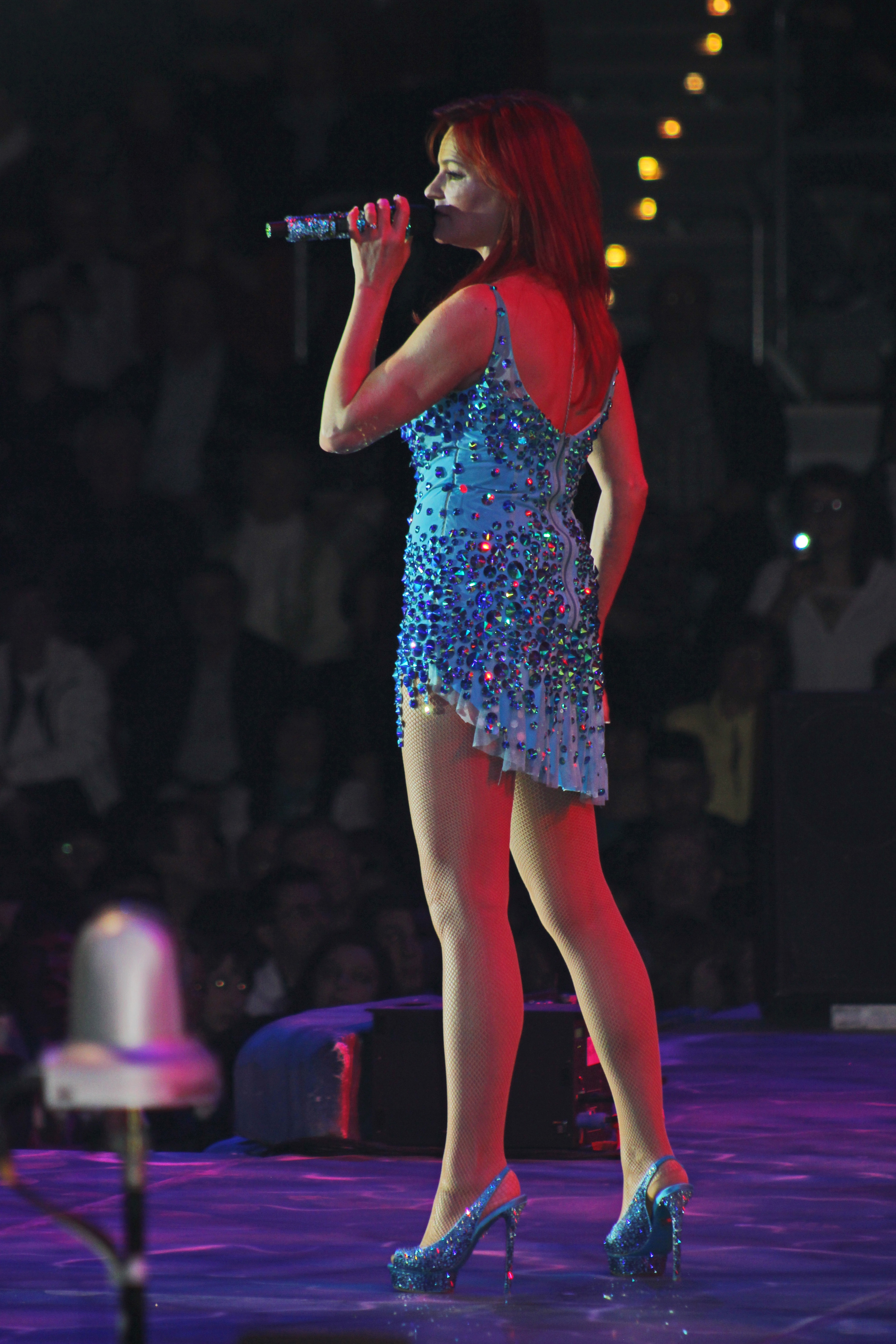
Andrea Berg en concert à Chemnitz. Février 2014.

Andrea Berg, née le 28 janvier 1966 à Krefeld, est une chanteuse de schlager allemande. Elle a remporté le grand prix de la musique allemande Echo en 2003, 2003, 2004, 2005 et 2007 dans la catégorie « Schlager en langue allemande ». Son album compilation paru en 2001 a été cinq fois disque de platine et est resté 290 semaines d'affilée dans les charts [Quoi ?] allemands.
Elle est la chanteuse la plus connue d'Allemagne après Helene Fischer depuis 2011. [réf. nécessaire] [Information douteuse]
Elle est notamment connue pour son tube Du hast mich 1000 Mal belogen (Tu m'as menti 1000 fois).
En  2013, elle est invitée en tant que membre du jury de l'émission Deutschland sucht den SuperStar aux côtés du musicien Dieter Bohlen, des jumeaux musiciens Bill et Tom Kaulitz et du rappeur Mateo Jasik.

## Animation
- 2013 : Deutschland sucht den SuperStar (10e saison) : Juge invitée